# Gustaf Fröding
Gustaf Fröding (22 de agosto de 1860 - 8 de febrero de 1911) fue un escritor y poeta sueco. 
Generalmente se lo considera como uno de los mejores poetas en verso de la historia de Suecia, junto a Carl Michael Bellman.

## Biografía
Fröding nació en Alster, en las afueras de Karlstad, Värmland, Suecia. La familia se mudó a Kristinehamn en el año 1867. Estudió en la Universidad de Upsala y trabajó como periodista en Karlstad.

### Enfermedad
Fröding pasó la última parte de su vida en diferentes instituciones psiquiátricas y en hospitales para curar sus enfermedades mentales y su alcoholismo. Durante la primera mitad de 1890 pasó dos años en la institución Suttestad en Lillehammer, Noruega, en donde terminó su tercer libro de poesía, Stänk och flikar, publicado en 1896. Escribió gran parte de sus obras en una institución mental en Görlitz, Alemania.
En 1896 regresó a Suecia. Sin embargo, en vísperas de Navidad, su hermana mayor, Cecilia tomó la difícil decisión de internarlo en el Hospital Upsala, en la ciudad sueca de Upsala. Bajo los cuidados del profesor Frey Svenson Fröding se alejó del licor y de las mujeres, excepto de una, Ida Bäckman. Hasta la actualidad, muchos creen que Ida Bäckman quería casarse con Fröding y corromperlo. Más tarde ella se dedicó a escribir libros, pero la crítica siempre fue muy dura y nunca tuvo éxito. Fröding nunca se casó con Ida; en el hospital conoció a una enfermera llamada Signe Trotzig, con quien vivió hasta el día de su fallecimiento.

## Obras de teatro
Existe una famosa obra de teatro sueca llamada Sjung vackert om kärlek, escrita por Gottfried Grafström. La obra se centra en la larga estadía de Fröding en el Hospital Upsala y en otros aspectos de su vida antes de su paso por el hospital. Una de las razones por las que Grafström escribió la obra fue para limpiar el nombre de Ida Bäckman, quien había sido muy criticada por su relación con Fröding.
La obra fue muy popular durante la década de 1970 y volvió a estrenarse en Värmland 2007. La producción estuvo a cargo del Teatro de Värmland en Alsters Herrgård, el lugar de nacimiento de Fröding.

## Estilo
Su poesía combina un virtuosismo formal con una empatía hacia los ignorados de la sociedad. Es altamente musical y se establece por sí misma en un contexto musical; ha dado origen a varias canciones de música popular de cantantes suecos tales como Olle Adolphson y Monica Zetterlund. Escribía abiertamente sobre sus problemas personales con el alcohol y las mujeres; incluso tuvo que enfrentar un juicio por obscenidad.

## Obras selectas
- Guitarr och dragharmonika (1891)
- Nya dikter (1894)
- Räggler å paschaser (1895)
- Stänk och flikar (1896)
- Nytt och gammalt (1897)
- Gralstänk (1898)
- Efterskörd (1910)
- Reconvalescentia (publicada en 1913)
- Samlade skrifter 1-16 (publicada en 1917-1922)
- Brev till en ung flicka (publicada en 1952)
- Äventyr i Norge (publicada en 1963)
- Brev 1-II (publicada en 1981-1982)